# 杜科瓦尼核电站
杜科瓦尼核电站是捷克共和国杜科瓦尼村附近的核电厂，是捷克斯洛伐克的第二座核电站（现在的斯洛伐克的Bohunice核电站建于1958年），也是捷克共和国的第一座核电站。它距特热比奇市30公里，靠近达勒西采水库，那里是该厂的水源。 1970年，捷克斯洛伐克和苏联批准了两座核电站的建造合同，四年后实际施工开始。从1985年到1987年，调试四个带有压水堆的动力装置，所有这四个仍在运行。杜科瓦尼核电站每年向国家电网供应大约14TWh的电能。该厂由CEZ Group持有和运营。